# Vale todo (telenovela)
Vale todo es una telenovela coproducida en 2002 por los canales de televisión Rede Globo y Telemundo, brazo hispánico de la red norteamericana NBC. La telenovela fue una adaptación de la brasileña de 1988 Vale todo y se estrenó para el mercado hispánico estadounidense el 17 de junio, a las 21.00. Protagonizada por Itatí Cantoral y Diego Bertie, con las participaciones antagónicas de Javier Gómez, Ana Claudia Talancón, Paulo César Quevedo y la primera actriz Zully Montero, y las actuaciones estelares de Antônio Fagundes, Germán Barrios, Roberto Mateos, Alejandra Borrero, Consuelo Luzardo y Marisol Calero.
Vale todo fue la primera alianza entre Rede Globo y Telemundo. Por la alianza, la Rede Globo recibió su remuneración por audiencia y Telemundo quedó con la licencia de los comerciales. La producción fue rodada en los estudios del Projac Red Globo en Río de Janeiro y cada capítulo costó cerca de USD 63 000.
El elenco reúne actores mexicanos, peruanos, brasileños, argentinos, cubanos, colombianos y venezolanos.

## Elenco
- Itatí Cantoral (Raquel Accioli)
- Diego Bertie (Iván Corrêa)
- Javier Gómez (Marco Aurélio Álvarez)
- Ana Claudia Talancón (María de Fátima Accioli)
- Antônio Fagundes (Salvador)
- Roberto Mateos (Rubén)
- Germán Barrios (Octavio)
- Enrique Borja (Rodolfo)
- Alejandra Borrero (Helena Almeida Roittman)
- Carlos Caballero (Mario)
- Marisol Calero (Mercedes)
- Ricardo Chávez (Felipe)
- Agmeth Escaf (Alfonso Almeida Roittman)
- Jorge Adrián Espíndola (Juan)
- Rossana Fernández-Maldonado (Beatriz)
- José Luis Franco (Renato)
- Alberto Guerra (Bruno)
- Khotan (Pablo Argos)
- Consuelo Luzardo (Celina Almeida)
- Santiago Magill (Santiago)
- Paulo César Quevedo (César Ribeiro)
- Carla Rodríguez (Fernanda)
- Julio Rodríguez Caloggero (Eugenio)
- Nadia Rowinsky (Aleida)
- Verónica Terán (María José)
- Elena Toledo (Isabel)
- Patricia Valdez (Dolores)
- Beatriz Vásquez (Leila)
- Zully Montero (Lucrécia Almeida Roittman)
- Paulo Said
- Santiago Maschender

## Banda sonora
- Tú no sospechas (Jordi)
- A un paso de mi amor (Just a prayer away) (Ana Cristina)
- Todo lo que tengo (Alejandro Montaner)
- Sola otra vez (Lara Fabian)
- Para alcanzarte (Sin Bandera)
- Amor de luna (Alejandro Fernández)
- Bésame (Jordi)
- Déjenme vivir (Celia Cruz)
- Doy la vida por un beso (Dou a vida por um beijo) (Zezé di Camargo & Luciano)
- No cambies nunca (Mónica Naranjo)
- Quiero pecar en ti (Azúcar Moreno)
- Contigo aprendí (Bolero Jazz)
- El reloj (Itatí Cantoral)
- Vale todo (José Cantoral)